# Portal de la pujada del Castell
El Portal de la pujada del Castell és una obra de Passanant i Belltall (Conca de Barberà) inclosa a l'Inventari del Patrimoni Arquitectònic de Catalunya.

## Descripció
La pujada del Castell, a un extrem de la població, mena a les minses ruïnes que hi ha al pujol que domina el poble.

## Història
Hi ha esment del terme "Passanant" vers el 1080. Pertanyia al comtat de Barcelona, puix que així figura el 1164. El 1380, el gran prior de Catalunya, Guillem de Guimerà, comprà, per a l'orde de l'Hospital de Sant Joan de Jerusalem, tota la jurisdicció del castell i lloc de Passanant, indret donat a l'orde per Gueraula de Guàrdia i la seva mare, Marquesa, vídua de Guillem de la Guàrdia (Guàrdia Lada), els anys 1261 i 1266 respectivament.
El 1406, el gran prior de Catalunya cedí i adjudicà el castell de Passanant, amb els seus rèdits, drets, aigües i jurisdiccions, a la comanda de Barcelona.